# Eleccions presidencials franceses de 1958
Les eleccions presidencials franceses de 1958, les primeres de la Cinquena República Francesa, proclamada després de les eleccions legislatives franceses de 1958, van tenir lloc el 21 de desembre de 1958. Aquesta seria l'única elecció presidencial francesa realitzada per mitjà d'un cos electoral de prop de 80.000 persones compost de diputats, consellers generals i de representants dels municipis.
| Candidat          | Partit                           | Vots   | Percentatge |
| ----------------- | -------------------------------- | ------ | ----------- |
| Charles de Gaulle | Unió per la Nova República (UNR) | 62.394 | 78,5%       |
| Georges Marrane   | Partit Comunista Francès (PCF)   | 10.355 | 13,1%       |
| Albert Châtelet   |                                  | 6.721  | 8,4%        |